# Солтлік Тауншип (округ Фаєтт, Пенсільванія)
Солтлік Тауншип (англ. Saltlick Township) — селище (англ. township) в США, в окрузі Файєтт штату Пенсільванія. Населення — 3037 осіб (2020).

## Демографія
Згідно з переписом 2010 року, у селищі мешкала 3461 особа в 1378 домогосподарствах у складі 1000 родин. Було 1741 помешкання
Расовий склад населення:
| - 99,2 % — білих - 0,1 % — азіатів |

До двох чи більше рас належало 0,5 %. Частка іспаномовних становила 0,3 % від усіх жителів.
За віковим діапазоном населення розподілялося таким чином: 21,9 % — особи молодші 18 років, 62,2 % — особи у віці 18—64 років, 15,9 % — особи у віці 65 років та старші. Медіана віку мешканця становила 41,9 року. На 100 осіб жіночої статі у селищі припадало 104,3 чоловіків;  на 100 жінок у віці від 18 років та старших — 103,5 чоловіків також старших 18 років.
Середній дохід на одне домашнє господарство  становив 53 443 долари США (медіана — 38 911), а середній дохід на одну сім'ю — 66 132 долари (медіана — 57 582). Медіана доходів становила 54 917 доларів для чоловіків та 26 944 долари для жінок. За межею бідності перебувало 26,0 % осіб, у тому числі 57,6 % дітей у віці до 18 років та 16,3 % осіб у віці 65 років та старших.
Цивільне працевлаштоване населення становило 1624 особи. Основні галузі зайнятості: освіта, охорона здоров'я та соціальна допомога — 33,1 %, виробництво — 12,7 %, будівництво — 12,1 %.